# Musée « Sirène du Dniepr »
Le Musée « Sirène du Dniepr » (en ukrainien : Музей Русалки Дністрової) est une annexe de la Galerie d'art de Lviv en Ukraine.
Le musée se trouve dans la chapelle du séminaire où étudièrent des membres de la Triade ruthène, l'institution fut détruite en 1940 par les bombardements. Le 21 septembre 2011 le clocher fut restauré et une exposition en hommage au livre « Sirène du Dniepr » publié en 1837.